# Francesc Orts i Llorca
Francesc Orts i Llorca (Tampico, Tamaulipas 1905 - Madrid, 21 d'abril de 1993) fou un metge i professor d'anatomia.

## Biografia
Els seus pares eren mariners valencians, que el 1908 es traslladaren a viure a Benidorm (Marina Baixa). El 1928 es llicencià en medicina a la Universitat de València i amplià estudis a París, Viena i Múnic.
El 1935 va obtenir la càtedra d'anatomia de la Universitat de Cadis, i durant la guerra civil espanyola fou professor a la Universitat de València. Del 1954 al 1975 fou professor a la Universitat de Madrid i treballà també com a cirurgià de Sanitat Militar. També va representar el CSIC a Berna.
Fou un dels impulsors de l'orientació embriològica de l'anatomia a Espanya, àmbit on ha estat una autoritat mundial, i treballà en l'estudi dels vasos limfàtics de l'ull, l'aparell urinari i el desenvolupament del cor. El 1982 fou investit doctor honoris causa per la Universitat de Barcelona i el 1987 va rebre la Creu de Sant Jordi. El 1975 ingressà a la Reial Acadèmia Nacional de Medicina.

## Obres
- Anatomía humana (1944)
- La fisiología del desarrollo y su importancia en biología (1956)
- Tratamiento del infarto cerebral (1979)
- Cirugía del hiperparatiroidismo (1979) amb Juan Manuel San Román Terán